# José Beyaert
José Louis Beyaert (Lens, 1º ottobre 1925 – La Rochelle, 11 giugno 2005) è stato un ciclista su strada francese.
Tra i dilettanti vinse la medaglia d'oro ai Giochi olimpici di Londra 1948 nella prova in linea e quella di bronzo nella prova a squadre. Fu poi professionista dal 1949 al 1952.

## Carriera
Attivo tra i dilettanti con l'A.C. Boulogne-Billancourt, si piazzò terzo ai campionati nazionali di categoria nel 1945, alla Parigi-Évreux dello stesso anno, undicesimo al Mondiale 1947 di categoria e terzo e al Trofeo Matteotti 1948. Selezionato per i Giochi olimpici di Londra 1948 grazie ai diversi piazzamenti colti durante l'anno, nella prova in linea vinse a sorpresa la medaglia d'oro staccando tutti i rivali con un attacco all'ultimo chilometro; contribuì anche alla vittoria della medaglia di bronzo della sua Francia nella prova a squadre.
Passò professionista nel 1949 con la Helyett-Hutchinson, aggiudicandosi subito una corsa in linea, il Grand Prix de l'Echo d'Alger ad Algeri. Nel 1950 prese parte sia al Tour de France che al Giro d'Italia, senza riuscire a cogliere piazzamenti significativi, ma riuscendo comunque a terminare entrambe le corse. In quella stessa stagione ottenne anche tre vittorie sempre in corse in linea (spicca quella nel Grand Prix d'Isbergues) e fu anche quinto nel Circuit des Cols Pyreneens e nono nella Parigi-Bruxelles. Nel 1951 non ottenne successi, ma fu secondo nel Grand Prix Helyett, terzo nel Circuit du Port de Dunkerque e nono nella classifica generale finale del Tour des Six Provinces. Corse per la seconda volta il Tour de France, ritirandosi.
Nel 1952 andò vivere in Colombia, gareggiando di nuovo come dilettante. Corse nelle poche gare di questo paese e nello stesso 1952 fu il primo ciclista straniero a vincere la Vuelta a Colombia. L'anno seguente si classificò invece secondo nella corsa dietro a Ramón Hoyos; in totale raccolse dieci successi di tappa nella competizione. Concluse la carriera nel 1955.

## Dopo il ritiro
Negli anni subito seguenti all'arrivo in Colombia lavorò come allenatore di ciclismo (fu anche CT della Nazionale colombiana) e gestì un caffè a Bogotà con la moglie Louisette. Secondo alcune fonti, tra cui l'autore Matt Rendell, che lo conobbe e pubblicò l'opera Olympic Gangster: The Legend of José Beyaert, nei decenni in Sudamerica Beyaert fu attivo anche come trafficante di droga, specialmente cocaina ed eroina, nell'ambito delle attività della cosiddetta French Connection.
Ritornò in Francia nel 2000; si spense a La Rochelle nel 2005, settantanovenne.

## Palmarès
- 1947 (dilettanti)

Critérium des As
- 1948 (dilettanti)

Giochi olimpici, Prova in linea
Paris-Briane
- 1949

Grand Prix de l'Echo d'Alger
- 1950

Grand Prix d'Isbergues
Paris-Boulogne sur Mer
Grand Prix Helyett
- 1952

2ª tappa Vuelta a Colombia (Honda > Fresno)
3ª tappa Vuelta a Colombia (Fresno > Manizales)
6ª tappa Vuelta a Colombia (Medellín > Riosucio)
11ª tappa Vuelta a Colombia (Armenia > Ibagué)
13ª tappa Vuelta a Colombia (Girardot > Bogotà)
Classifica generale Vuelta a Colombia
- 1953

3ª tappa Vuelta a Colombia (Fresno > Manizales)
8ª tappa Vuelta a Colombia (Pereira > Sevilla)
- 1955

8ª tappa, 1ª semitappa Vuelta a Colombia (Cartago > Tuluá)
8ª tappa, 2ª semitappa Vuelta a Colombia (Tuluá > Cali)
17ª tappa Vuelta a Colombia (Ibagué > Melgar)

### Altri successi
- 1949

Criterium d'Algeri
- 1950

Criterium d'Avignone

## Piazzamenti

### Grandi Giri
- Tour de France

1950: 47º
1951: fuori tempo massimo
- Giro d'Italia

1950: 72º

### Classiche monumento
- Milano-Sanremo

1950: 85º
1951: 72º
- Parigi-Roubaix

1949: 53º
1950: 43º
1951: 73º

### Competizioni mondiali
- Campionati del mondo

Reims 1947 - In linea Dilettanti: 11º
Valkenburg 1948 - In linea Dilettanti: 8º
- Giochi olimpici

Londra 1948 - In linea: vincitore
Londra 1948 - A squadre: 3º